# Sergej Filatov
Sergej Filatov, född 25 september 1926 i Lysyye Gory, död 3 april 1997 i Moskva, var en sovjetisk ryttare.
Filatov blev olympisk mästare i dressyr vid sommarspelen 1960 i Rom.